# Ali Zayn al-Abidin
`Alī Zayn al-`Ābidīn (parure des dévots ou des pieux) est le surnom appliqué à `Alī bin Huṣayn bin Alī Abī Ṭālib, et aussi appelé parfois as-Sajjâd (le prosterné), né en 38 AH (658 ou 659 du calendrier grégorien) à Médine, mort dans la même ville en 95 AH (713 ou 714), est le quatrième imam chiite selon les duodécimains et les ismaéliens.

## Biographie
Son père est Husayn ibn Ali et son grand-père, Ali ibn Abi Talib. Selon l'historien Tabari, sa mère est Shahrbanû (ar) (« dame de la cité »), une des filles du dernier empereur sassanide de Perse Yazdgard III. En raison de cette lignée persane sassanide, Ali est apparenté aux empereurs romains Maurice et Tibère II par Chirine, la fille de l’empereur Maurice, ainsi qu'au prophète musulman, à David par Sochandoukht (en) la mère de Vahram V.
On relèvera que cette filiation est importante, car elle serait à l'origine du caractère iranien du chiisme. Et les traditions iraniennes souligneront très tôt ce lien fort entre cette nation convertie tôt à l'islam et la famille humiliée des imams (tous auraient péri empoisonnés par les califes omeyyades).
Ali Zayn al-Abidîn a épousé Fatima, fille de son oncle Hassan, et donc sa cousine germaine.
À la bataille de Kerbala, il fut le seul survivant des enfants de Husayn. On raconte que Shimr était sur le point de l'assassiner, mais sa tante Zaynab fit en sorte que Umar ibn Sa'ad (en), le commandant omeyyade, épargne sa vie. Finalement, lorsqu’on apporta la tête de Husayn au calife omeyyade Yazîd Ier celui-ci fut effrayé.
« 
Il frappa d’une baguette la bouche de Hosaïn et dit : “Nous nous serions contenté de la soumission des habitants de l’Irak sans ce meurtre.” »
Une des personnes présentes lui dit : 
«  “Écarte cette baguette de cette bouche que le Prophète a maintes fois baisée”. Yazîd irrité se retourna vers `Ali le jeune fils de Hosaïn et lui dit : “Fils de Hosaïn, ton père a brisé les liens de la parenté, il s'est révolté contre moi et a méconnu mon droit ; c'est pour cela que Dieu lui a fait ce que tu as vu.” `Ali répliqua: “Il n'arrive rien sur terre, ni à vous-même, qui ne soit, dès avant que nous l'eûmes créé, écrit dans le livre. Et cela est facile à Dieu (Coran, LVII, 22)”. »
Ensuite, Yazîd ordonna de traiter Ali Zayn al-Abidin avec égards. Le bruit du massacre des membres de la famille du Prophète par l'armée de Yazîd s'amplifiant dans la capitale, et celui-ci craignant une fronde, il annonça publiquement son désaveu des évènements[réf. nécessaire].
Quelques jours après la bataille, Yazid aurait renvoyé Ali Zayn al-Abidin à Médine, d'où il était parti avec son père. Là, il mena une vie de piété, consacrée à la religion, musulman exemplaire passant beaucoup de temps en prière ce qui lui valut son surnom de as-Sajjâd. Il resta à l’écart de la vie politique, ne causant aucun problème au pouvoir omeyyade.
Il est mort à Médine vers 713, peut-être naturellement, bien que la littérature hagiographique chiite affirme qu'il a été empoisonné par un calife omeyyade, Al-Walid ou Hicham ibn Abd al-Malik,,. Il est enterré à Médine au cimetière d’Al Baqi et laisse de nombreux enfants.

## Succession et division
Sa succession va amener une première division dans le chiisme. La majorité des chiites, ceux qu'on appellera plus tard les duodécimains, pensait que le successeur légitime d'`Ali Zayn al-`Âbidîn était son fils Muhammad al-Bâqir (qui sera effectivement le cinquième Imam de la lignée duodécimaine). Toutefois, une minorité tenait que la succession devait revenir à un autre de ses fils, Zayd ibn Ali. Celui-ci va laisser son nom à une première grande branche chiite connue sous le nom de zaydisme.

## Œuvres

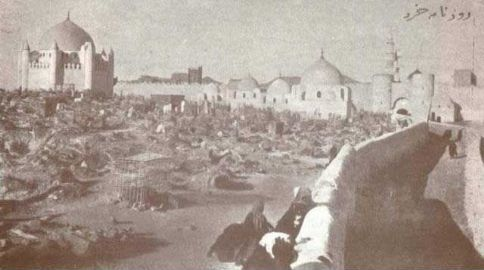
Le cimetière al-Baqi de Médine en 1920, avant sa démolition par les wahhabites en 1925. Le mausolée d'Ali Zayn al-Abidin est à gauche, au fond.

Parmi les œuvres du quatrième Imam, on mentionnera le as-Sahîfah as-Sajjâdiyyah (« Le cahier d'al-Sajjâd »), souvent appelé le « Psautier de la famille de Mohammad », qui consiste en cinquante-sept prières se rapportant aux plus hautes sciences divines. Le texte est très populaire dans les milieux chiites, et il a été l'objet de nombreux commentaires. On peut également mentionner la Risalat al-Huquq ou « Le traité des droits ».